# Leucania jutka
Leucania jutka là một loài bướm đêm trong họ Noctuidae.